# Francine Simonin
Francine Simonin, née le 2 octobre 1936 à Lausanne et morte le 9 octobre 2020 à Montréal, est une artiste peintre, dessinatrice et graveur suisse et québécoise.
Son œuvre peut être rattachée au courant expressionniste. 

## Biographie
Sensibilisée très tôt à la peinture, à la littérature et à la musique, elle passe son enfance entre Lausanne et Champex (Valais). Elle pratique beaucoup le dessin.
Francine Simonin entre à l'École cantonale des beaux-arts de Lausanne en 1953. Elle étudie auprès du peintre Marcel Poncet et du sculpteur Casimir Reymond dont elle fréquente l'atelier entre 1958 et 1960. Elle y fait la connaissance de Lélo Fiaux, Violette Diserens, Jean-Pierre Kaiser, Anne-Marie Jaccottet ou Jean-Claude Hesselbarth.
Très cultivée, tant sur le plan artistique que littéraire, elle voyage alors beaucoup, principalement en Europe, et nourrit ainsi sa sensibilité.
Au tout début des années 1960, elle fait la connaissance de Marguerite Duras dont l'écriture la bouleverse. Une relation amicale se construit entre elles, entretenue jusque dans les années 1980. Plus tard, Francine Simonin est également proche de la designer Janette Laverrière. 
Entre 1958 et 1966, Francine Simonin pratique surtout la gravure, sur bois et sur cuivre. À Pully, elle fréquente l'atelier de Pierre Cailler, fondateur de la Guilde de la gravure. Elle y fait la connaissance de l'imprimeur Raymond Meyer, avec lequel elle entretient depuis lors une collaboration privilégiée et fertile, très expérimentale. 
En 1964, Francine Simonin reçoit la Bourse fédérale de peinture. En 1965 s’ouvre sa première exposition dans la Galerie Maurice Bridel à Lausanne. Et dès 1970, elle expose régulièrement à la Galerie Numaga de Gilbert Huguenin à Auvernier, puis chez Nane Cailler à Pully.
Elle s’installe en 1971 à Montréal qu’elle avait découverte en 1968 grâce à une bourse du Conseil des arts du Canada. Là, Francine Simonin rencontre Jean-Paul Riopelle, René Derouin, Serge Lemoyne ou Pierre Ayot. Toujours fidèle à Raymond Meyer, elle travaille outre-Atlantique avec les ateliers Graff, Danielle Blouin, Alain Piroir, Le Scarabée de Bonnie Baxter, occasionnellement en Europe avec Murtra Edicions et Raynald Métraux. Elle se joint aux groupes Media, Contraste et participe à la fondation de l’association de graveurs sur bois Xylon-Québec. 

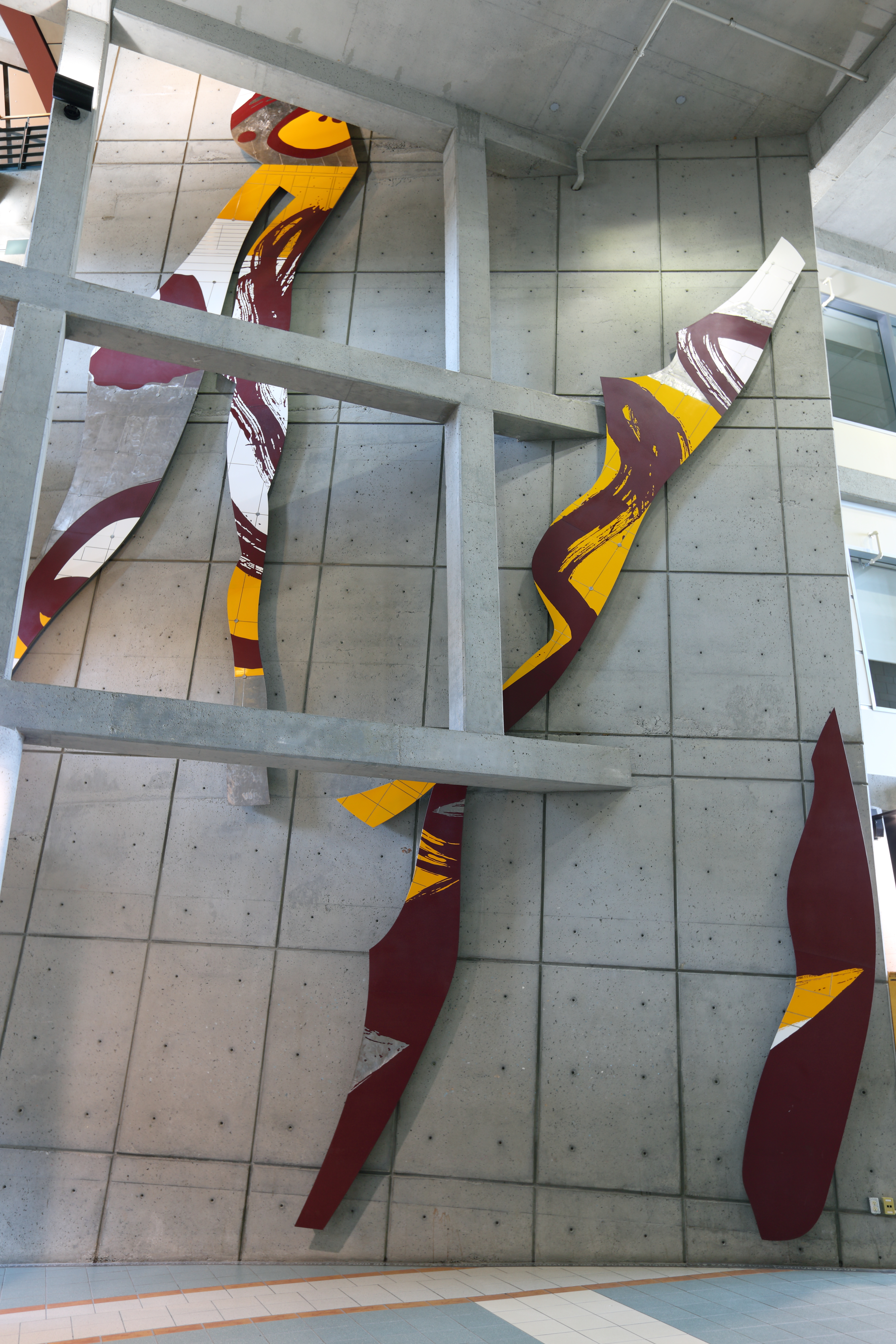
Le bateau ivre, Université Laval.

De 1971 à 1994, Francine Simonin enseigne à l’Université du Québec à Trois-Rivières.
Elle gagne plusieurs commandes publiques et ses œuvres sont intégrées dans le Palais de Justice de Longueuil, dans le Pavillon Desjardins et Pollack de l’Université de Laval à Sainte-Foy-Sillery-Cap-Rouge, dans l’Auditorium Stravinsky de Montreux. En 1989, elle réalise des panneaux scéniques pour le Festival international de musique actuelle de Victoriaville et en 1995 pour la chorégraphie de Philippe Saire Palindrome, montée à Lausanne.
Francine Simonin travaille principalement sur papier, à l’acrylique, à l’encre, à la craie, au pastel. Ses formats s’agrandissant, au point de créer parfois d’immenses installations, elle travaille souvent au sol. À partir de 2000, elle retrouve le goût de travailler sur toile, à l’acrylique, généralement dans de très grands formats. 
Les thèmes privilégiés de Francine Simonin sont le corps de la femme, dessiné ou peint en mouvement d’après modèle vivant, le paysage, souvent bouleversé, représenté de mémoire, ou encore les écritures et autres signes. Ces thèmes sont explorés en suites et séries, dans une dimension plastique brutale et souvent foudroyante : Fêtes tribales (1979), Films d’intérieur (1984-1985), Le buto (1985-1986), Les chaises (1986), Superwoman (1988), Venise-Équinoxe (1990), Roussillon (1990-1991), Abécédaire pour ma mère (1992), Écritures (2000-2002), Les jardins (2003-2004), Salut Michaux (2005), Viva Nina (2009), Falaises du nord (2010), Lac Léman (2011-2014), Équinoxes (2011-2014), In & out (2013).
Les œuvres de Francine Simonin sont régulièrement exposées par la Galerie Lacerte Art contemporain, à Montréal et à Québec.
Elle travaillait aussi à Évian-les-Bains.

## Collections
Les œuvres de Francine Simonin sont présentes dans de nombreuses collections privées et publiques, dont celles de la Bibliothèque et Archives nationales du Québec, du Musée Jenisch de Vevey, du Musée national des beaux-arts du Québec, de la Bibliothèque cantonale et universitaire - Lausanne, de la Fondation Gianadda de Martigny, du Musée cantonal des beaux-arts de Sion, de la Bibliothèque nationale de France.

## Livres d’artiste
- Primordial final, texte d’André Corboz. Pully : Raymond Meyer, 1979, [n.p.], 7 est.
- Lespugue, texte d’Hélène Ouvrard. Pully : Raymond Meyer, 1981, [n.p.], 9 est.
- Abysse Espace, texte de Jacques-Dominique Rouiller. Pully : Raymond Meyer, 1985, [n.p.], 9 est.
- Le pied de la lettre, texte d’André Corboz. Pully : Raymond Meyer, 1986, [n.p.], 8 est.
- Flat movies, texte d’André Corboz. Pully : Raymond Meyer, 1987, [n.p.], 9 est.
- Les filles d’Eve inc., texte de Frédéric Pajak. La Chaux de Cossonay : Fernand Parisod, 1989, 48 p., 15 est.
- Noir sur noir, texte d’André Corboz. Pully : Raymond Meyer, 1992, [n.p.], 9 est.
- Planches et rouleaux érotiques, texte de Monique Moser-Verrey Québec : Louis Lacerte et Alain Piroir, 1997, [n. p.], 12 est.
- Flagrant délire, texte d’André Corboz. [S.l.] : [Francine Simonin], [2005], [n. p.], 1 est.

## Expositions
- 1975 : ARTFEMME'75 - Montréal, Musée d’art contemporain
- 1988 : Ottawa, École d’art
- 1989 : Sion, Musées cantonaux du Valais, Église des Jésuites
- 1990 : Moutier, Musée jurassien des arts
- 1992 : Vevey, Musée Jenisch
- 1994 : Joliette, Musée de Joliette
- 1994 : Le Locle, Musée des beaux-arts
- 1996 : Paris, Centre culturel suisse
- 1999 : Lausanne, Fondation Claude Verdan
- 2000 : Martigny, Manoir de la Ville
- 2005 : Québec, Musée national des beaux-arts du Québec et Galerie Lacerte Art contemporain : « Prix de la Fondation Monique et Robert Parizeau 2004 »
- 2011 : Martigny, Fondation Gianadda
- 2014 : Pully, Musée d’art

## Distinctions
- 1964 : Bourse fédérale de peinture
- 1966 : Bourse Alice Bailly
- 1968 : Bourse du Conseil des arts du Canada
- 1986 : Prix de la Fondation Irène Reymond
- 1990 : Grand Prix Beaux-Arts de la Fondation vaudoise pour la culture
- 2004 : Prix de la Fondation Monique et Robert Parizeau pour sa contribution à l’histoire de l’estampe au Québec[10]

### Filmographie
- D’un coup de pinceau. Réalisation Monique Crouillère. [Montréal] : Office national du film du Canada, 1988.
- Francine Simonin. Réalisation [s. n.]. Interview Françoise Jaunin. Lausanne : Cinémathèque vaudoise, 1989 [Collection Plan-fixe].
- Le journal de Francine. Réalisation Marilù Mallet. Interview Nicolas Raboud. [S. l.] : Marilù Mallet, 2007.
- Francine Simonin. Destin : peintre. Réalisation Pierre Starobinski. Interview Frédéric Pajak. [S. l.], 2013.